# Zósimo (historiador)
Zósimo (en griego, Ζώσιμος; también conocido por el nombre latino: Zosimus Historicus, «Zósimo el Historiador») fue un historiador griego pagano de finales del siglo V y principios del siglo VI, autor de una historia del Imperio romano desde Augusto hasta el saqueo de Roma por los visigodos al mando de Alarico en el año 410.

## Biografía
Nacido verosímilmente en torno al año 460 d. C., Zósimo vivió en Constantinopla bajo los emperadores Zenón y Anastasio I. Fue advocatus fisci, esto es, el funcionario del tesoro imperial que defendía ante los tribunales los bienes del estado, y residió sin duda en la misma Constantinopla. Poseía el rango de comes (esto es, miembro de la comitiva del emperador, lo que después se denominó "conde"). Algunos han querido identificarlo infructuosamente con los sofistas Zósimo de Ascalón o Zósimo de Gaza.
Se ha deducido que redactó en griego su Ιστορὶα νὲα (Historia nueva) entre los años 500 y 520, muy probablemente 501, como defiende A. D. E. Cameron. Su narración prueba que fue un pagano convencido en una época en que el Cristianismo ya era protegido por los emperadores, por lo que su obra está cargada de ideología anticristiana. Zósimo nos muestra que la nueva religión no era aún algo asimilado del todo en el Imperio romano y que el Paganismo se mantuvo bastante tiempo aún en las ciudades antes de que se extinguiese en los pueblos. Por eso su obra es un testimonio valiosísimo sobre el fin de la Antigüedad romana y completa de forma inestimable la historia de Amiano Marcelino, también pagano y de origen griego. De hecho, atribuye el declive del Imperio al rechazo de los dioses paganos y da a la conversión de Constantino un año muy posterior al que ofrecen los historiadores cristianos, justificándola además de una forma psicológica, para hacerse perdonar el crimen de haber matado a su propio hijo Crispo y a su madre, Fausta.

## Nueva Historia
La Ἱστορία νέα o Historia nueva de Zósimo se compone de seis libros; el estilo y la concepción historiográfica los toma de Polibio; su ideología es anticristiana, defensora de las tradiciones paganas; su fuente para el periodo del 238 al 270 es aparentemente Dexipo; para el que va del 270 al 404, Eunapio; y, para después del 407, Olimpiodoro. Probablemente el título "nueva" se debe a que quiere contrastarse con las historias que empiezan a escribir los cristianos.
El libro I, tras un rápido bosquejo de la historia de la Grecia antigua y del periodo republicano de Roma, comienza de hecho en Augusto, pero los emperadores de los dos primeros siglos son solamente enumerados; la narración no toma verdadero cuerpo más que a partir del siglo III, extendiéndose sobre todo en las invasiones germánicas y las campañas de Aureliano contra Palmira y su reina, Zenobia. Una amplia laguna interrumpe la narración en el reinado de Probo (276-282), dejándonos sin información sobre el reinado de Diocleciano, un gran perseguidor de cristianos, y en el libro II se retoma con una digresión sobre los juegos seculares (que viene de Flegón de Tralles) para seguirse desde la abdicación de Diocleciano (305) hasta la elevación de Juliano el Apóstata a la dignidad de césar.
El libro III narra el reinado de Juliano y el de Joviano (355-364). El IV se extiende entre los años 364 y 395 (Valentiniano I, Valente, Graciano, Valentiniano II, Teodosio I). El V pone en escena los acontecimientos de Oriente entre 395 y 404 y los de Occidente entre 407 y 409. El libro VI y último, muy breve e inacabado, engloba la narración de lo sucedido en algunos meses, desde 409 hasta el verano de 410, y se interrumpe poco antes de la toma de Roma por Alarico.
El estilo de Zósimo es conciso, limpio y puro, y gusta de introducir anécdotas. La difusión de la obra fue principalmente clandestina a causa de su contenido, de forma que solo ha llegado a nosotros un testimonio, el codex vaticanus graecus 156, copiado entre los siglos X y XI, con numerosas marginalia airadas de lectores cristianos bizantinos. Las mejores ediciones son las de L. Mendelssohn (Leipzig, 1887) y la bilingüe de F. Paschoud (Histoire Nouvelle, París, 1971-1988). Una versión moderna en español, obra de José María Candáu Morón, ha sido publicada en Madrid: Editorial Gredos, 1992.